# Charles de Solier, conde de Morette
El retrato de Charles de Solier, señor de Morette es una pintura al óleo sobre tabla de roble realizada entre 1534 y 1535 aproximadamente por el pintor y grabador alemán Hans Holbein el Joven, que se encuentra actualmente en la Gemäldegalerie Alte Meister de Dresde. Representa al diplomático francés Charles de Solier (1480-1552), embajador de Francisco I en Inglaterra. 
Charles de Solier reemplazó a Jean de Dinteville como embajador residente, llegando a Londres el 3 de abril de 1534, donde permaneció hasta el 26 de julio de 1535, momento durante el cual se encargó su retrato. 

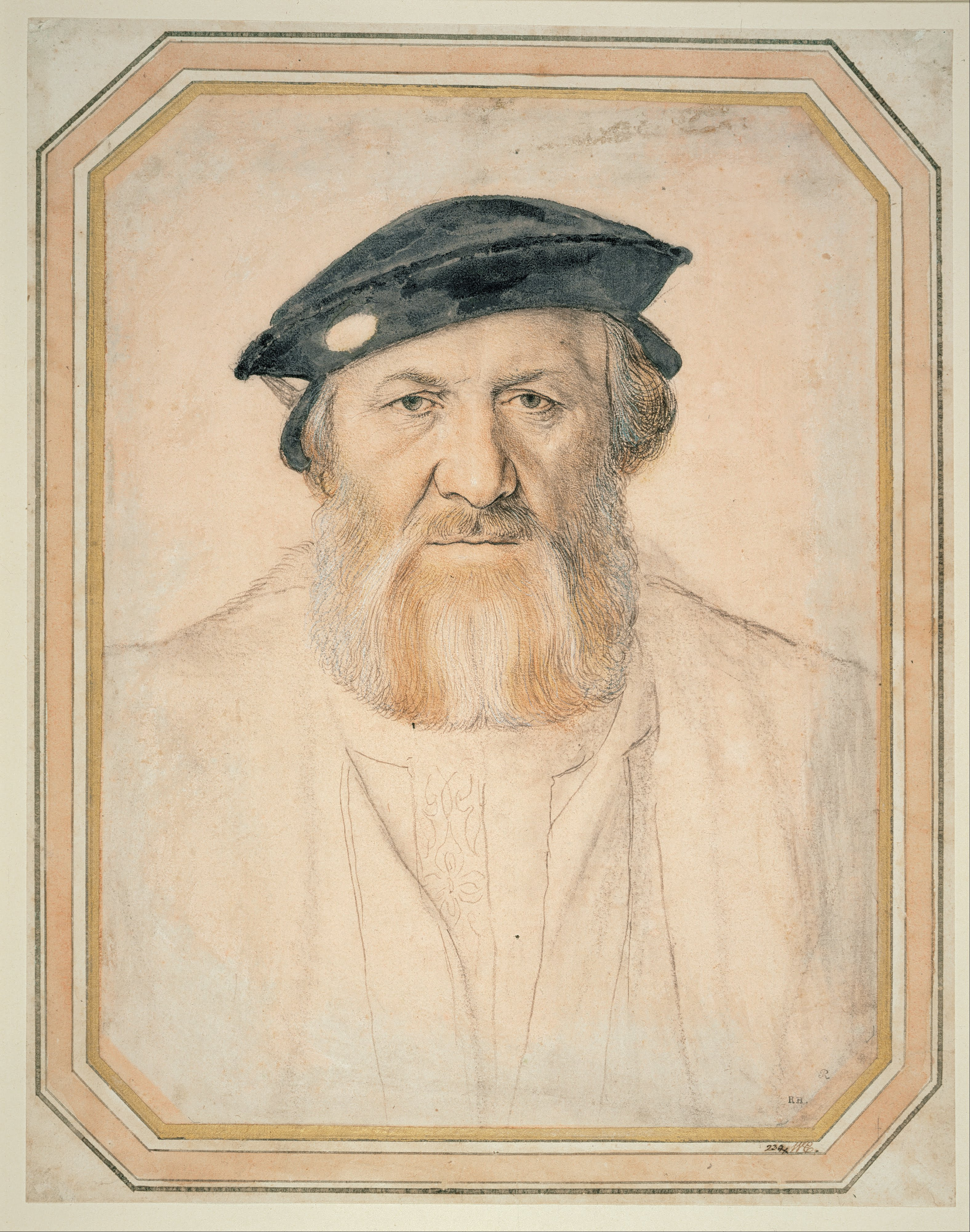
Retrato de Charles de Solier, Señor de Morette, 1534-1535, Hans Holbein el Joven, Kupferstich-Kabinett, Dresde.

## Descripción
Descrito como "uno de los más grandes retratos individuales de Holbein" por la historiadora del arte Susan Foister, esta pintura es extraordinaria por la simplicidad de su composición. El retratado se encuentra delante de una rica cortina de damasco verde mar, representado de frente, a tamaño natural y de medio cuerpo. Lleva un jubón de satén negro con bordado, cuyas mangas con cenefa que repite los bordados y acuchilladas dejan asomar las de la fina camisa blanca; los botones dorados están adornados con un motivo ornamental de dos M.  Su tabardo es de la misma tela negra, con cuello y forro de piel. Tanto las mangas como la gorra negra están decoradas con plaquitas doradas, y en la gorra lleva una insignia circular dorada con una figura de Juan el Bautista con la inscripción: DOCE ME FACERE VOLVNTATEM. En el Museo Británico se conserva un diseño de Holbein de la pieza.  Lleva una cadena de oro de la que cuelga un medallón o caja de reloj calada. La actitud, el guante en la mano izquierda y el medallón semicubierto en la cadena recuerdan al Hombre del guante de Tiziano en el Louvre. En su mano derecha sostiene el guante, y la izquierda, que está enguantada, agarra la vaina dorada y elaboradamente cincelada de una daga, suspendida de su cinturón por una cadena con una gran borla, como la que usa Jean de Dinteville en Los embajadores (1533). Su bien recortada barba larga y rojiza está veteada de gris. 
Franny Moyle observa que la imponente figura de Charles de Solier es "incuestionablemente regia" y parece haber pocas dudas de que este retrato es un "prototipo para su próximo ciclo de trabajo: sus retratos de Enrique VIII". 

## Identificación
El dibujo preliminar de la cabeza se encuentra en el Kupferstich-Kabinett de Dresde; parece que a partir del dibujo se hizo un grabado de Wenceslas Hollar, que además de la fecha de 1647, indica el nombre “Sr. Morett”, ex collectiane Arundeliana. El cuadro pasó a manos del duque Francisco I de Módena, después de que el conde de Arundel intentara en vano comprarlo. En 1657 el Microcosmo della Pittura de Francesco Scanelli todavía mencionaba el cuadro de Holbein, aunque ya no se conocía el nombre del caballero retratado. Posteriormente, el nombre del artista también fue olvidado y el cuadro entró en la galería de Augusto III, rey de Polonia y elector de Sajonia como "retrato de Ludovico el Moro, duque de Milán, de Leonardo da Vinci". 

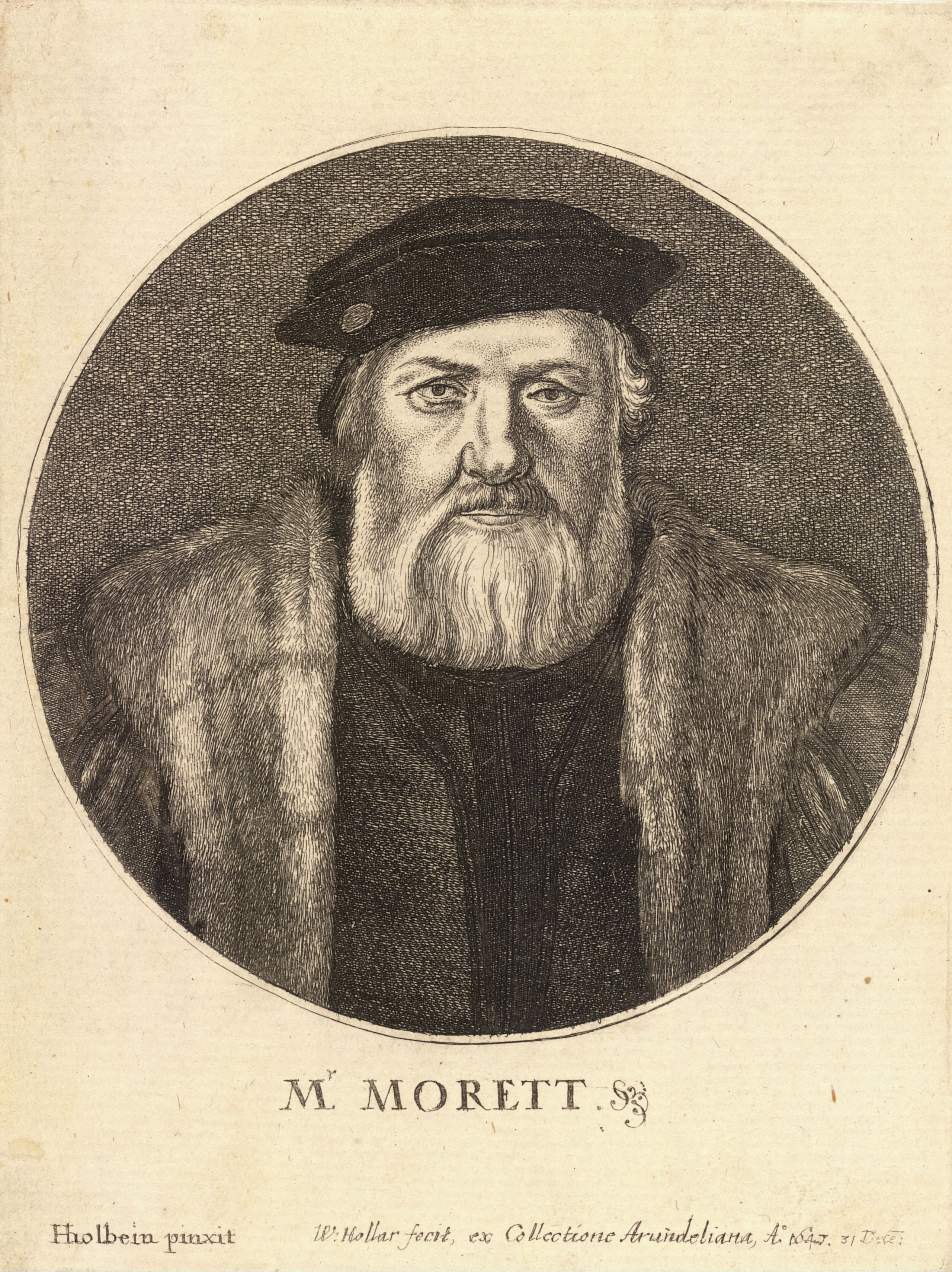
El señor de Morett, 1647, por Wenceslas Hollar.
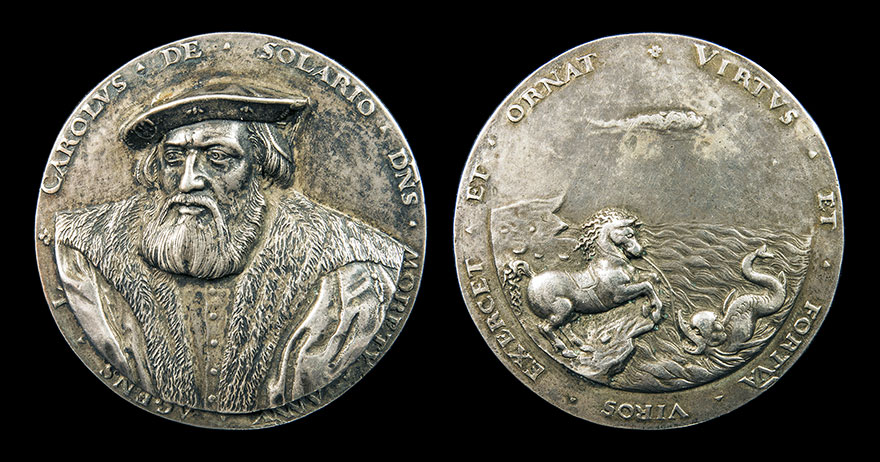
Medalla retrato de Charles de Solier, conde de Morette, 1530/1 de Christoph Weiditz.

En el siglo XIX, Karl Friedrich von Rumohr reconoció que se trataba de una obra de Holbein y Johann Gottlob von Quandt identificó al hombre como el orfebre Hubert Morett, que había trabajado al mismo tiempo que Holbein en la corte de Enrique VIII. En 1881, después de la exposición de Holbein en Dresde, el estudio del coleccionista de arte noruego Sophus Larpent, Sur le portrait de Morett dans la galerie de Dresde, demostró que la pintura a tamaño natural representaba al diplomático francés.  Una prueba concluyente la proporcionó el descubrimiento, en 1903, de un modelo en madera de boj de un medallón contemporáneo de Christoph Weiditz, hoy en el Museo de Victoria y Alberto, que representa a Morette de frente y medio cuerpo ligeramente girado a su derecha, a los 50 años aproximadamente, con su nombre y títulos completos; en el reverso su escudo de un puerto marítimo, un caballo y un delfín heráldico. 

## Procedencia
El marqués Massimiliano Montecuccoli, embajador de los Este en Parma y Roma, se lo dio al duque Francisco I de Módena (1629-1658); de allí, por descendencia, al duque Francisco III de Módena (1737-1780), quien lo vendió, junto con otras pinturas importantes, en 1746, a Augusto III, rey de Polonia y elector de Sajonia, como "Retrato de Ludovico Sforza por Leonardo da Vinci". 